# Notopygus excavatus
Notopygus excavatus är en stekelart som beskrevs av Davis 1897. Notopygus excavatus ingår i släktet Notopygus och familjen brokparasitsteklar. Inga underarter finns listade i Catalogue of Life.